# Economia livre
Economia livre (traduzido do alemão freiwirtschaft) é uma teoria econômica proposta pelo economista germano-argentino Silvio Gesell em seu livro de 1916, A Ordem Econômica Natural (em alemão: Wirtschaftsordnung durch Freiland und Freigeld). Algumas das ideias econômicas básicas da economia livre também foram publicadas de forma independente, em 1890, pelo economista húngaro-austríaco Theodor Hertzka em seu romance Terra Livre - Uma Antecipação Social (em alemão: Freiland-ein Soziales Zukunftsbild).

## Aspectos
A economia livre consiste em três aspectos centrais, geralmente resumidos como os "Três Fs":
- Freigeld ("dinheiro livre"):
  - Todo dinheiro é emitido por um período limitado com valor constante (nem inflação nem deflação);
  - Poupanças de longo prazo requerem investimento em títulos ou ações;
  - O dinheiro é "livre" porque é livre de entesouramento e juros.[3]

- Freiland ("terra livre"):
  - Toda terra é propriedade comum ou de instituições públicas, só podendo ser alugada da comunidade ou do governo, respectivamente, e não sendo comprada (ver Georgismo).

- Freihandel ("livre comércio"):
  - Livre comércio irrestrito apoiado por uma união monetária internacional como padrão para manter taxas de câmbio estáveis , além da abolição do padrão-ouro no comércio exterior.[4]

## Teoria
Segundo Gesell, todos os bens produzidos pelo homem estão sujeitos a um armazenamento dispendioso, ao contrário do dinheiro: os grãos perdem peso, os produtos metálicos enferrujam e as habitações deterioram-se. Portanto, o dinheiro tem uma vantagem suprema sobre todos os outros bens. John Maynard Keynes renomeou o conceito de juros básicos articulado no livro de Gesell, A Ordem Econômica Natural (em alemão: Die Natürliche Wirtschaftsordnung), com o termo mais familiar, "preferência pela liquidez". Ser "líquido" (ter dinheiro) é uma grande vantagem para qualquer pessoa, muito mais do que ter quantidades comparáveis (utilidade passada) de qualquer produto. O resultado é que as pessoas nem sequer fornecerão créditos com risco zero e corrigidos pela inflação, a menos que uma determinada taxa de juros seja oferecida. O Freigeld simplesmente reduz essa taxa de juros "primordial", estimada em algo em torno de 3% a 5%, em um valor absoluto, a fim de reduzir a taxa de juros média para um valor próximo de zero.

## Freigeld
O freigeld é particularmente singular nas propostas econômicas de Silvio Gesell. O freigeld possui várias propriedades especiais:
- É mantido por uma autoridade monetária para manter o poder de compra estável (sem inflação ou deflação) por meio da impressão de mais dinheiro ou da retirada de dinheiro de circulação;
- É seguro para o fluxo de caixa (um esquema é implementado para garantir que o dinheiro retorne ao fluxo de caixa – por meio de selos, por exemplo – exigindo a compra e a anexação periódica de selos ao dinheiro para mantê-lo válido);
- É conversível em outras moedas;
- É localizado em uma determinada área (é uma moeda local).

Em teoria, como o freigeld perderia automaticamente seu valor após algum tempo, não haveria incentivo para armazená-lo ou acumulá-lo. Como resultado, o freigeld incentivaria os banqueiros a emprestar dinheiro sem cobrar taxas de juros, levando assim a uma economia sem juros.

## Crítica ao sistema monetário
A economia livre afirma que o sistema monetário atual é falho. Na economia tradicional, os preços transmitem informações. Por exemplo, a queda nos preços de um produto significa que há menos demanda ou mais oferta desse produto. Isso leva o comprador a comprar mais, ou o vendedor/produtor a começar a vender/produzir algo diferente, reduzindo assim a oferta desse produto. Como reação, assumindo a desejabilidade constante, o preço do produto sobe novamente. Assim, o preço, juntamente com os participantes do mercado, cria um ciclo de feedback em torno de um preço estável e "ideal". A esse preço estável, o mercado é ideal, ninguém paga muito ou ganha pouco, e não há tendências de nenhuma das partes para alterar esse preço. A "oscilação" em torno desse preço ideal é chamada de "autoestabilização".
O principal erro do sistema atual, segundo Gesell, é a informação mal transmitida no preço. O dinheiro nada mais é do que uma reivindicação por bens e serviços, utilizável nas economias que aceitam dinheiro em troca dos primeiros. Em uma economia fraca, o dinheiro vale menos em bens. Mas, em vez de inflação, o resultado é uma deflação, como descrito acima, e menos dinheiro agora pode comprar os mesmos bens. Esse ciclo de retroalimentação é "autodesestabilizador", de acordo com a teoria da economia livre.